# ستيفي كريمر
ستيفي كريمر (بالإنجليزية: Stevie Kremer)‏ هي متسلقة جبال تزلج ‏ أمريكية، ولدت في 2 ديسمبر 1982 في دوسلدورف في ألمانيا.

## وصلات خارجية
- ستيفي كريمر على موقع الاتحاد الألماني للألترا ماراثون (الإنجليزية)
- ستيفي كريمر على موقع الرابطة الدولية لركض المسار (الإنجليزية)